# فلکاینید
فلکاینید (به انگلیسی: Flecainide)
رده درمانی: داروهای درمان آریتمی
اشکال دارویی: قرص

## موارد مصرف
کاربرد اصلی آن درمان آریتمی‌های قلبی خطرناک است. یک سرکوب گر مؤثر PVCs و آریتمی‌های دهلیزی و بطنی مختلف است. جلوگیری از فیبریلاسیون/فلوتر دهلیزی پاروکسیمال مرتبط با علائم ناتوان کننده، تاکیکاردی‌های فوق بطنی پاروکسیمال (PSVTs)، شامل تاکیکاردی راجعه گره AV و تاکیکاردی راجعه AV، جلوگیری از آریتمی بطنی تهدیدکننده زندگی مانند VT

## مکانیسم اثر
آنتی آریتمیک است. بیحس‌کننده موضعی و ضد آریتمی با خصوصیات الکتروفیزیولوژیک همانند سایر داروهای ضد آریتمی کلاس IC است. سرعت هدایت الکتریکی را در سراسر سیستم هدایتی میوکارد کند می‌سازد. تحریک بطنی را افزایش می‌دهد اما اثر کمی بر رپولاریزاسیون دارد. فواصل هیس ـ بطنی (HQ) و QRS را در دوزهای درمانی طولانی می‌کند.

## عوارض جانبی
اصولاً داروهای این گروه پرعارضه‌اند. از نظر بالینی فلکاینید موجب هیپوتانسیون و هم اینوتروپی منفی (در محدوده‌های دوز بالاتر) می‌شود. در مصرف بیش از مقادیر توصیه شده عوارضی چون تهوع و استفراغ، تشنج، هایپوتانسیون، برادی کاردی، سنکوپ، پهن شدن کمپلکسQRS، پهن شدن فاصله QT پهن شدن فاصلهPR، بلوک گرهAV، بلوک شاخه ای از دسته هیس ـ آسیستول،VT، ایست قلبی، حمله قلبی، مرگ رخ می‌دهد.